# Biosatellite 3
O Biosatellite 3, também conhecido abreviadamente como Biosat 3 e como Biosatellite D, foi um satélite artificial não tripulado dos Estados Unidos pertencente ao programa Biosatellite para pesquisas biológicas. Foi lançado em 29 de junho de 1969 por meio de um foguete Delta N a partir do complexo de lançamento 17A da Estação da Força Aérea de Cabo Canaveral.

## Características
O Biosatellite 3 foi o terceiro e último da série de satélites Biosatellite. Foi lançado em uma órbita inicial de 356 km de perigeu, 387 km de apogeu e 33,5 graus de inclinação orbital, com período de 92,0 minutos.
O Biosatellite 3 levava a bordo um macaco para realizar experimentos sobre o ambiente espacial nos organismos vivos. A cápsula regressou a terra 9 dias após o lançamento, em vez dos 30 dias previstos após verificar que as condições metabólicas do macaco estavam a deteriorar-se rapidamente. O espécime morreu 8 horas após o seu regresso, aparentemente devido a um ataque cardíaco produzido por desidratação.